# Martin Carling
Hans Martin Carling, född 14 maj 1965 i Holms församling i Älvsborgs län, är centerpartistiskt kommunalråd i Dals-Eds kommun sedan valet 2006. Till yrket är han lantbrukare.